# حمار الأطلس البري
حمار الأطلس البري (الاسم العلمي: Equus africanus atlanticus)، المعروف أيضًا باسم الحمار البري الجزائري، هو نويع منقرض من الحمار البري الإفريقي الذي عُثر عليه ذات يوم في جميع أنحاء شمال إفريقيا وأجزاء من الصحراء الكبرى.

وقد مُثِّلَت آخر مرة في جدارية فيلا في قرابة عام 300 بعد الميلاد في مدينة بونة بالجزائر، وربما انقرضت نتيجة للصيد الرياضي الروماني.